# Saskia Rosendahl

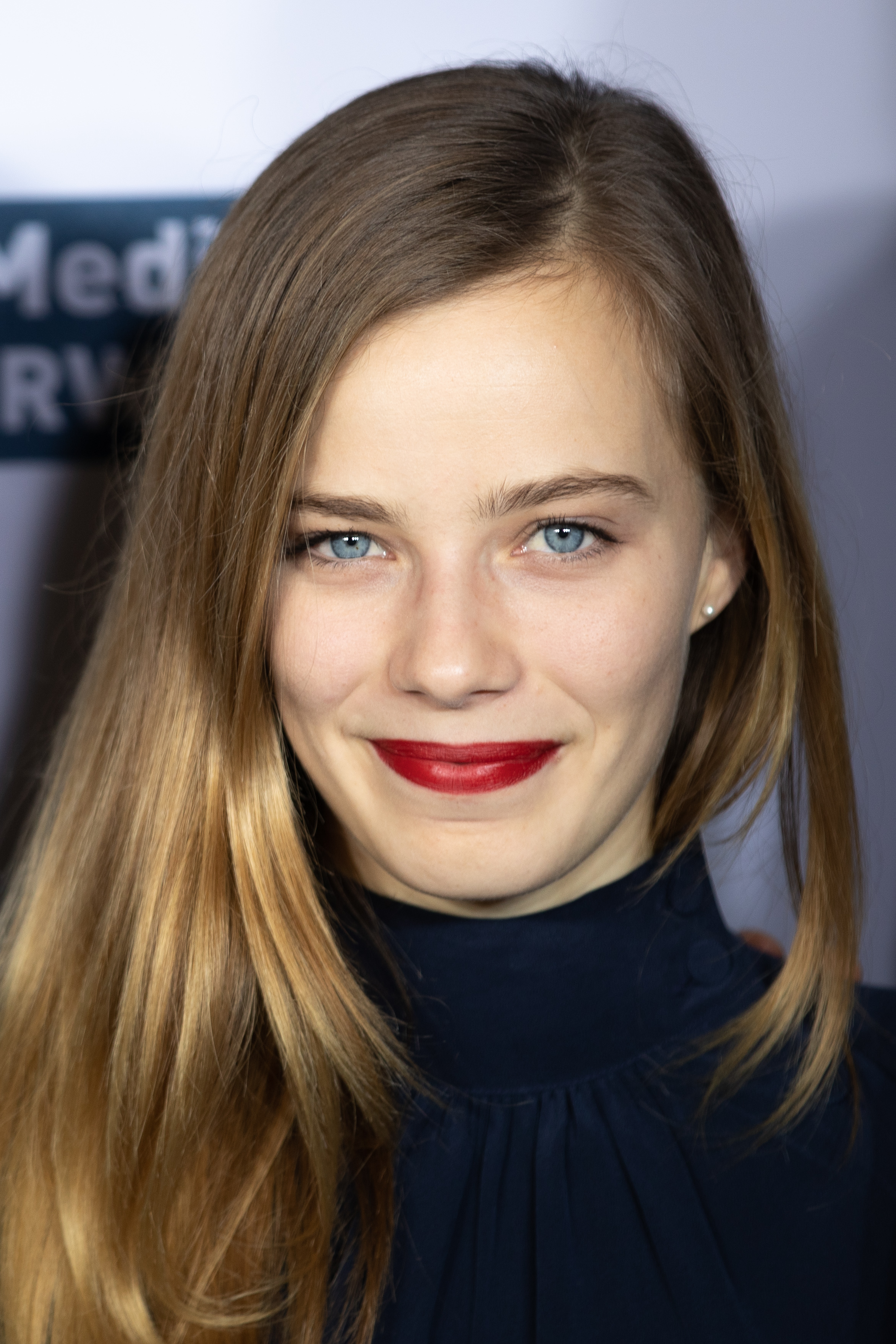
Saskia Rosendahl, 2019

Saskia-Sophie Rosendahl (* 9. Juli 1993 in Halle (Saale)) ist eine deutsche Schauspielerin.

## Leben
Saskia Rosendahl begann ihre Karriere beim Kinderballett der Oper Halle, mit dem sie von 2001 bis 2011 diverse Theaterauftritte absolvierte. Von 2008 bis 2011 wirkte sie als Schauspielerin in Inszenierungen des Improvisationstheaters „Kaltstart“ und des neuen theaters Halle mit. 2010 gab Rosendahl ihr Kinodebüt in Wolfgang Dinslages Kinofilm Für Elise. 2011 übernahm sie noch als Schülerin die Hauptrolle in Cate Shortlands deutschsprachigem Antikriegsdrama Lore, das beim Filmfestival von Locarno 2012 den Publikumspreis gewann und offizielle australische Einreichung für die Oscarverleihung 2013 in der Kategorie „Bester fremdsprachiger Film“ war. Die Zeitschrift Variety lobte die Reife und Sicherheit der Darstellung ihrer komplexen Rolle und nannte Rosendahl ein „aufregendes neues Talent“. Beim 23. Internationalen Stockholmer Filmfestival erhielt sie für ihre Rolle in Lore die Auszeichnung als „Beste Schauspielerin“, bei der Verleihung des australischen Filmpreises AACTA Award wurde sie 2013 als beste Nachwuchsdarstellerin geehrt.
2012 schloss Saskia Rosendahl die Schule ab und gehörte zum Ensemble von Vivian Naefes Kino-Adaption des Buchbestsellers Der Geschmack von Apfelkernen. Von August bis Oktober 2012 stand sie unter der Regie von Denis Dercourt in einer Hauptrolle für den Kinofilm Zum Geburtstag vor der Kamera. Bei der Berlinale 2013 wurde Rosendahl von der European Film Promotion als einer der zehn europäischen „Shooting Stars“ präsentiert. Im selben Jahr erhielt sie eine Nominierung für den New Faces Award als beste Nachwuchsschauspielerin. In Lindenberg! Mach dein Ding (2020) spielt sie die im Song „Mädchen aus Ostberlin“ von Udo Lindenberg verewigte Petra. Ein Jahr später erhielt sie für die weibliche Hauptrolle in Dominik Grafs Historiendrama Fabian oder Der Gang vor die Hunde (2021) eine Nominierung für den Deutschen Filmpreis und erhielt den Preis des Saarländischen Rundfunks des Günter-Rohrbach-Filmpreises (gemeinsam mit Jannis Niewöhner). Eine weitere Nominierung für den Deutschen Filmpreis in der Kategorie Beste weibliche Hauptrolle erhielt sie 2022 für Niemand ist bei den Kälbern.

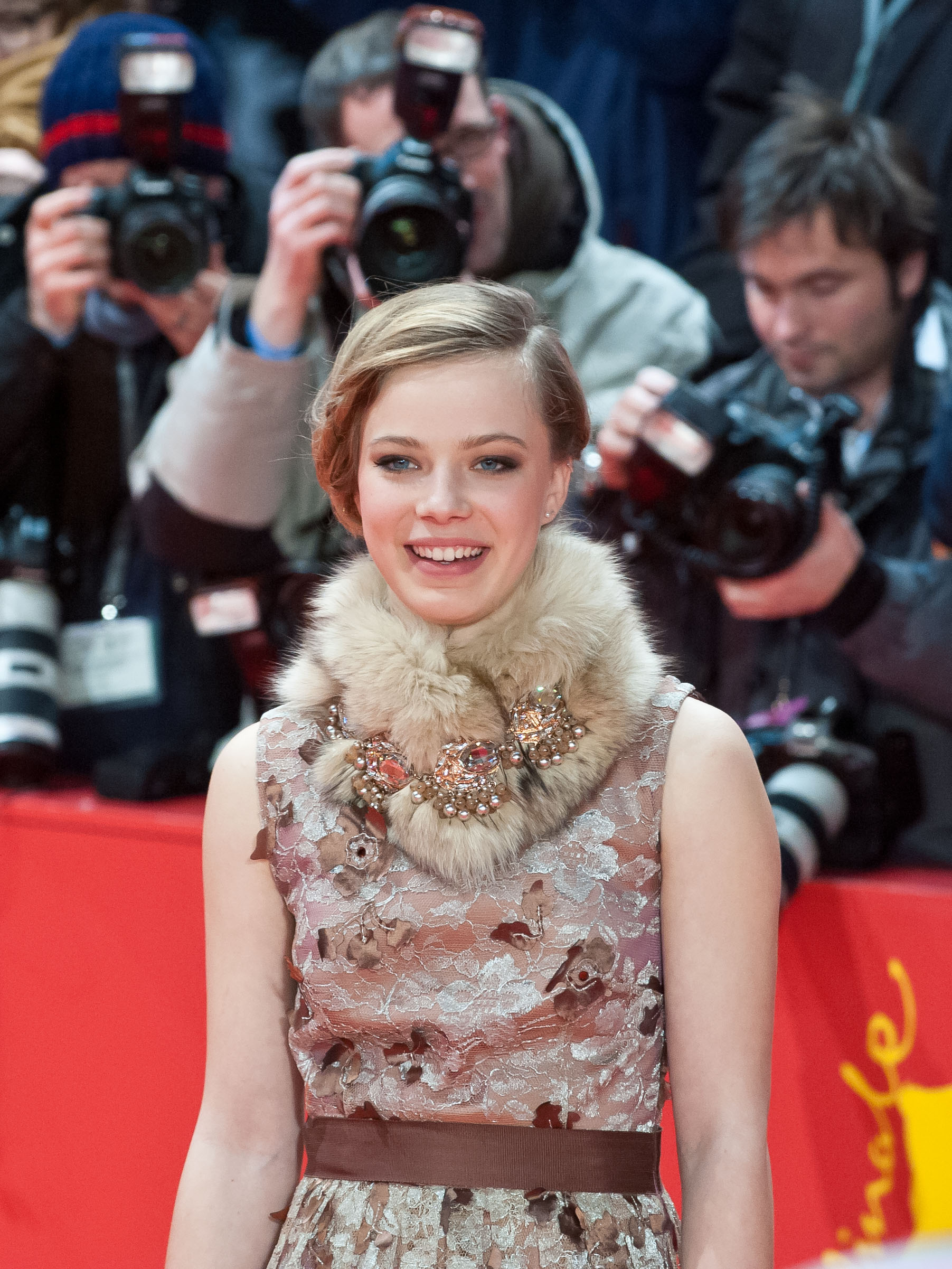
Saskia Rosendahl bei der Verleihung des Shooting Star 2013

Saskia Rosendahl lebt in Berlin.

## Filmografie (Auswahl)
- 2012: Lore
- 2012: Für Elise
- 2013: Zum Geburtstag
- 2013: Der Geschmack von Apfelkernen
- 2013: Der Teufel mit den drei goldenen Haaren (Fernsehfilm)
- 2014: SOKO Leipzig – Kleine Geheimnisse (Fernsehfilm)
- 2014: Wir sind jung. Wir sind stark.
- 2015: Zorn – Vom Lieben und Sterben (Fernsehfilm)
- 2015–2018: Weissensee (Fernsehserie, 9 Folgen)
- 2016: Wild
- 2016: Die Pantherin (Kurzfilm)
- 2016: Aufbruch (Fernsehfilm)
- 2016: Nirgendwo
- 2016: Kästner und der kleine Dienstag (Fernsehfilm)
- 2017: Der Taunuskrimi – Die Lebenden und die Toten (Fernsehfilm)
- 2017: Das Verschwinden (Miniserie, 4 Folgen)
- 2018: Werk ohne Autor
- 2018: Verschwörung
- 2019: Prélude
- 2019: Mein Ende. Dein Anfang.
- 2019: Tatort – Hüter der Schwelle (Fernsehfilm)
- 2019–2022: Babylon Berlin (Fernsehserie, 24 Folgen)
- 2020: Lindenberg! Mach dein Ding
- 2021: Fabian oder Der Gang vor die Hunde
- 2021: Niemand ist bei den Kälbern
- 2023: A Thin Line (Fernsehserie, 6 Folgen)
- 2024: Wer ohne Schuld ist (Fernsehfilm)
- 2024: Sterben
- 2024: Karigula
- 2025: Zikaden

## Hörspiel
- 2023: Der nette Herr Heinlein und die Leichen im Keller von Stephan Ludwig, 5-teilige Serie, MDR[9]